# ملودی (خواننده ژاپنی)
ملودی (انگلیسی: Melody؛ زادهٔ ۲۴ فوریهٔ ۱۹۸۲) خوانندهی سبک جی پاپ، طراح مد و مجری تلویزیون اهل کشور ژاپن می‌باشد. وی متولد کشور ایالات متحده آمریکا است. ملودی در سال ۲۰۰۸ در وبلاگش اعلام کرد که حرفهٔ خوانندگی را رها می‌کند تا به طراحی فشن بپردازد.